# Lago Rotoma
Il lago Rotoma è un lago nel nord della Nuova Zelanda e è il quarto lago più grande degli undici laghi nel distretto di Rotorua, situato a metà strada tra la città di Rotorua e la città di Whakatane. 
Il lago ha un'alta qualità dell'acqua, con visibilità fino a circa 13 metri di profondità. Il lago ha una profondità massima di 83 metri nella parte settentrionale e 73,5 metri nella parte meridionale.

## Geografia
Il lago Rotoma si è formato all'interno della caldera Rotoma quando la lava di una grande eruzione che coinvolse vari crateri ne  bloccò lo sbocco 9 500 anni fa. Le colline che circondano il sud e l'est del lago sono costituite da riolite provenienti dal monte Haroharo e dal Tarawera, per cui il lago Rotoma non ha emissari di superficie. Tuttavia, la presenza di sorgenti suggerisce uno scarico sotterraneo delle acque del lago. Il livello dell'acqua si modifica in modo spettacolare ogni 10-15 anni. In tempi di livelli estremamente bassi, l'isola sommersa "Motutara" nel lago può essere esposta.

## Storia
Nel maggio del 1895 iniziarono i lavori di una strada dall'area geotermica di Tikitere a Rotoma. Una volta completata la strada, iniziò il traffico trainato da cavalli e i servizi di trasporto pubblico da e verso il lago. Il primo di questi servizi fu lanciato nel 1907 dalla R.M. Company, che gestiva una carrozza che due volte a settimana collegava Rotorua a Opotiki con un servizio di posta e trasporto fino a tre passeggeri. Nel 1910 la R.M. Company passò a un grande autobus trainato da cinque cavalli che poteva contenere dieci passeggeri. Nel 1916 partì il primo servizio regolare di autovetture, utilizzando delle Cadillac, con un tempo di percorrenza medio da Rotorua a Whakatane di 5 ore, ma come gli autobus erano trainati da cavalli, le auto di servizio potevano impiegare fino a 9 ore per percorrere questa distanza a seconda delle condizioni del terreno. La superficie stradale migliorò gradualmente, riducendo il tempo di viaggio a 3 ore verso la fine degli anni 1920. Delle stazioni di cambio per i cavalli erano state allestite ogni 14 miglia (22,53 km). La stazione di cambio all'estremità occidentale del lago Rotoma divenne una popolare tappa di ristoro: John Baker gestiva un ufficio postale e sale da tè e si era fatto una reputazione per la sua carne in scatola. Baker offrì al viaggiatore una scelta di carne in scatola con patate e cavoli o sandwich di carne in scatola.

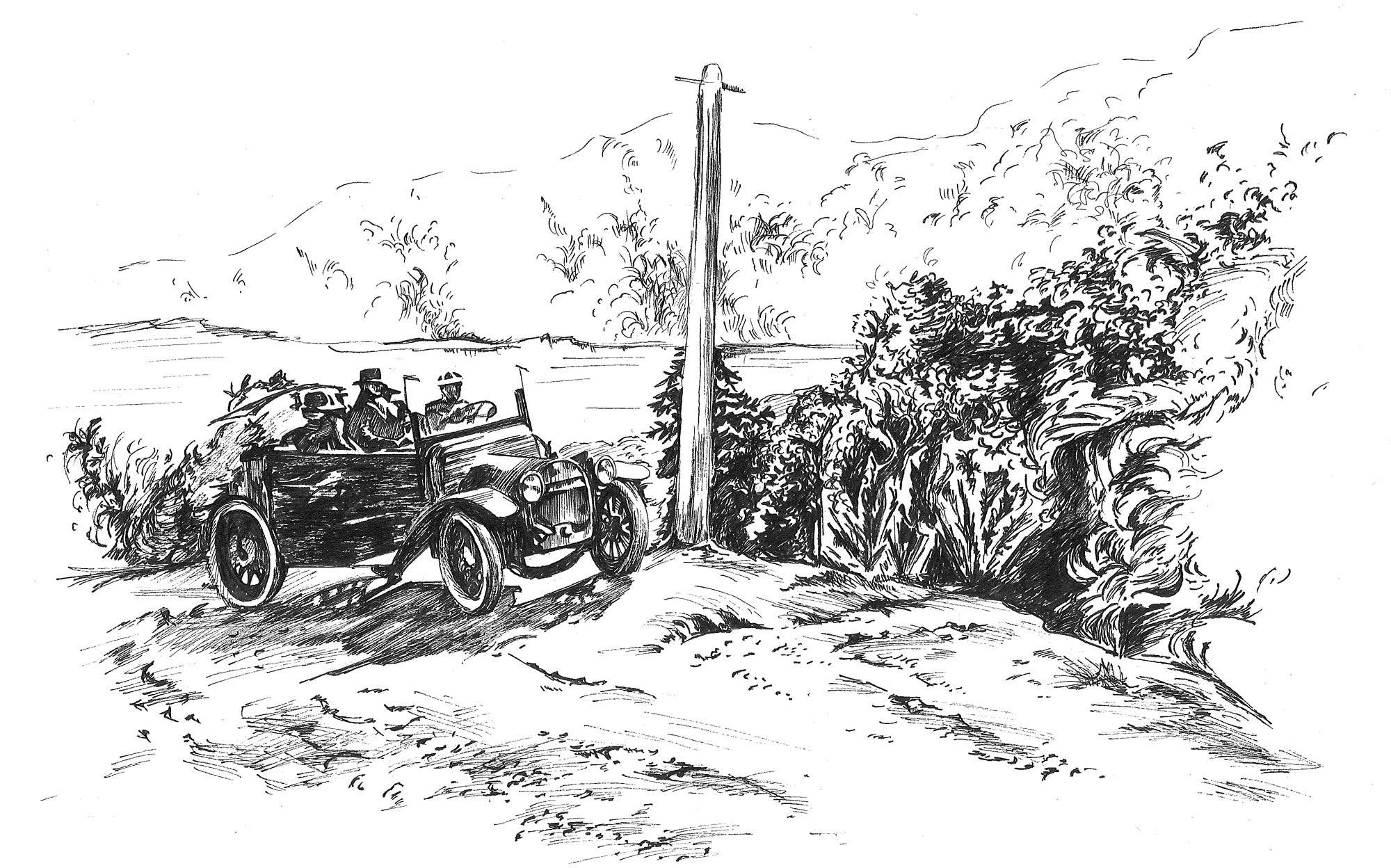
Turisti sulla strada di Rotoma nel 1918.

Le prime squadre di costruzioni stradali che intervennero sul territorio, commentarono dell'assenza di insediamenti Maori nei pressi del lago Rotoma e del vicino lago Rotoehu. Tuttavia, lungo le coste del Rotoma e nelle colline circostanti sono stati rinvenuti siti fortificati di pā, pozzi per il cibo, aree di coltivazione e siti di sepoltura. La tribù Ngāti Tūwharetoa potrebbe non aver vissuto stabilmente a Rotoma, ma stabilendosi nella zona temporaneamente per approfittare delle opportunità di caccia e pesca offerte. Più tardi, Ngati Tuahuriri, una tribù imparentata ai Ngati Pikiao si stabilì lungo le sponde del lago. I nativi del lago Rotoiti attribuirono alle guerre con gli europei la causa della dispersione di questa popolazione maori, che aveva già lasciato la regione quando la costruzione delle strade iniziò nel 1895.
Un censimento per gli anni dal 1874 al 1891 indica una popolazione pari a zero per il lago Rotoma. Nel 1896, un censimento riporta una popolazione di 33, cioè gli occupanti del campo allestito per gli operatori stradali e le loro famiglie all'estremità orientale della spiaggia di Oneroa.

### La Spiaggia del suicidio
La baia ai piedi della collina Rotoma, dove inizia la Manawahe Road, aveva in passato il soprannome di "Spiaggia del suicidio" (in inglese Suicide beach) a causa un episodio di omicidio-suicidio avvenuto nel maggio 1925 che coinvolse il trentottenne Carl Olsen e la quattordicenne Molly Moors.